# Skolia
Skolia, scholia (σκόλια, lp σκόλιον skólion) – w starożytnej Grecji ludowe improwizowane piosenki biesiadne, wykonywane w dowolnym porządku z towarzyszeniem liry podczas zabaw i sympozjonów.
Tym samym mianem określane są wzorowane na nich utwory literackie. Ich treścią było wychwalanie życia, pochwała bóstw, herosów i bohaterów ludowych, wesołe aforyzmy i żarty. Także swobodne przetwarzanie przysłów i mądrości ludowych (gnomów) oraz tematów miłosnych. Do wybitnych twórców tego gatunku należeli Alkajos, Pindar, Safona, Anakreont, Praksilla.